# آشپز

نماد آشپز

آشپزی یک شغل است و فرد آشپز کار تهیه و آماده‌سازی غذا را به عهده دارد. در بعضی از کشورها مانند آلمان، اتریش، سوئیس و کانادا برای کسب عنوان آشپزی، فرد باید بعد از سه سال کارآموزی در آزمونی شرکت کند، و در صورت قبولی در آزمون مورد نظر  می‌تواند این عنوان را کسب کند.

## نگارخانه

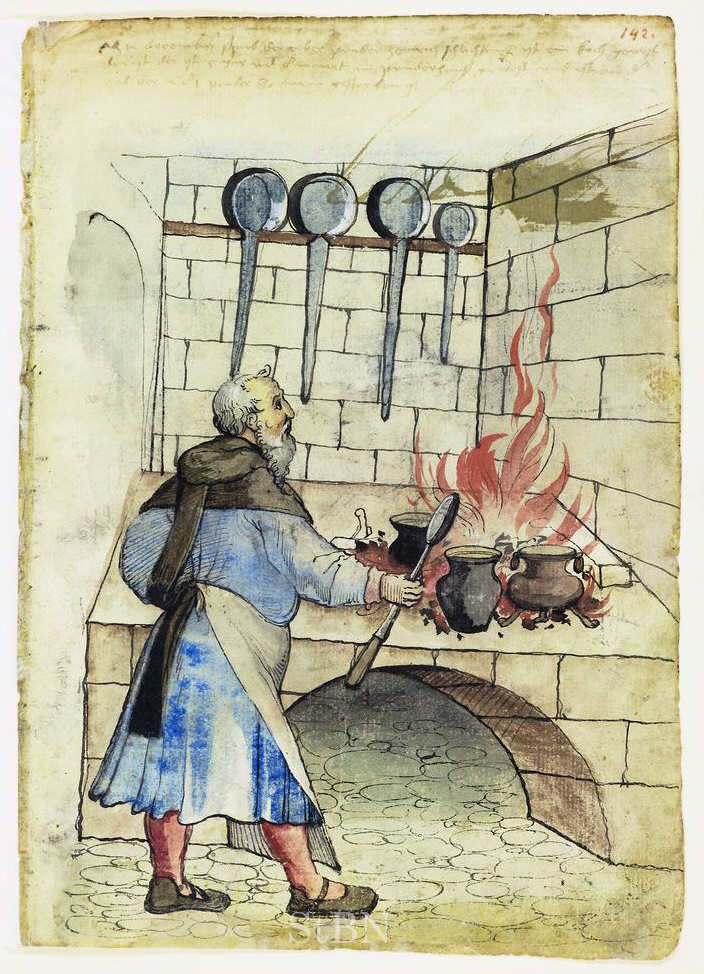
تصویری از یک آشپز در محل کار (سده ۱۵ یا ۱۶ م)